# Ozero Mylinskoye
Ozero Mylinskoye är en sjö i Belarus, på gränsen till Ryssland. Den ligger i den norra delen av landet, 240 km norr om huvudstaden Minsk. Ozero Mylinskoye ligger 145 meter över havet. Den ligger vid sjön Vozera Tjarapetskaje.
I omgivningarna runt Ozero Mylinskoye växer i huvudsak blandskog. Runt Ozero Mylinskoye är det mycket glesbefolkat, med 7 invånare per kvadratkilometer.